# Atak w szkole w Trollhättan
Atak w szkole w Trollhättan – atak, do którego doszło 22 października 2015 roku w szkole Kronan w mieście Trollhättan w Szwecji. Sprawcą był 21-letni neonazista Anton Lundin Pettersson. W wyniku zamachu zginęły 4 osoby, a 1 została ranna.

## Przebieg
Napastnik wszedł do szkoły około godziny 10:00, przebrany za postać Dartha Vadera z Gwiezdnych wojen. Ze względu na przebranie sprawcy, uczniowie początkowo myśleli, że to żart z okazji zbliżającego się Halloween. Napastnik po wejściu zaatakował mieczem, w który był uzbrojony, 20-letniego nauczyciela pochodzenia kurdyjskiego, zabijając go na miejscu. Następnie zaatakował 15-letniego ucznia pochodzenia somalijskiego, który zmarł w szpitalu w wyniku odniesionych ran. Pettersson idąc korytarzem spotkał dwie białe uczennice, które myślały, że przebranie oraz krew kapiąca z miecza napastnika to żart halloweenowy i zrobiły sobie z nim zdjęcie; napastnik nie był wobec nich agresywny, wręcz przeciwnie. Sprawca później zaatakował jeszcze dwie osoby o ciemnej karnacji, zabijając jednego nauczyciela, po czym został zastrzelony przez przybyłą na miejsce zdarzenia policję.

## Ofiary śmiertelne
Wszystkie trzy ofiary śmiertelne były imigrantami, którzy przybyli do Szwecji z krajów arabskich. Oprócz nich zginął również napastnik.
- Lavin Eskandar (20 lat)
- Ahmed Hassan (15 lat)
- Nazir Amso (42 lata)
- Anton Lundin Pettersson (21 lat)

## Sprawca
Sprawcą masakry był 21-letni Anton Niclas Lundin Pettersson, który nigdy nie chodził do szkoły, w której dokonał ataku, nie był też z nią powiązany w żaden inny sposób, ale mieszkał niedaleko miejsca zamachu. Według doniesień mediów i szwedzkiej policji, obierał za cel osoby o ciemnej karnacji, które miały arabskie pochodzenie. W internecie otwarcie deklarował się jako neonazista. Przed atakiem zostawił notatkę, w której stwierdził, że nie chce mu się dalej żyć i że udaje się na swój zbrodniczy szał, żeby samemu umrzeć. Jego atak wydaje się także w jakiś sposób zainspirowany masakrą w Columbine High School i strzelaniną w Dawson College z 2006 roku.